# Bryum elegans
Bryum elegans là một loài Rêu trong họ Bryaceae. Loài này được Nees mô tả khoa học đầu tiên năm 1827.

## Hình ảnh

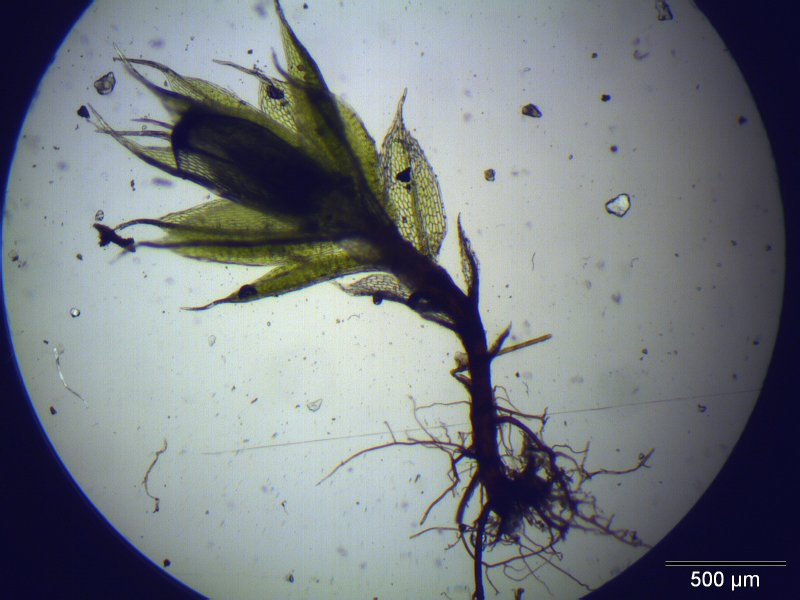